# Kottelatia brittani
Kottelatia brittani (Syn.: Rasbora brittani) ist ein kleiner Süßwasserfisch, der auf der Malaiischen Halbinsel vorkommt.

## Merkmale
Kottelatia brittani hat einen langgestreckten, seitlich abgeflachten Körper der eine Maximallänge von 5 cm erreicht. Der Kopf ist spitz, der Unterkiefer ohne Symphysenknopf. Der Körper ist messingfarben, der Rücken dunkler, die Bauchseite silbrig. Auf dem Vorderkörper zeigt sich eine dünne, silbrige Linie, auf dem Schwanzflossenstiel ein schwarzer Fleck über und unter dem jeweils ein roter Fleck liegt. Mit Ausnahme der an der Basis orangefarbenen ersten zwei bis drei Flossenstrahlen der Rückenflosse sind alle Flossen farblos und transparent. Die Iris ist silbrig, ihre Oberseite golden. Die Seitenlinie ist unvollständig.
- Flossenformel: Dorsale 2/7, Anale 3/5, Pectorale 1/12, Ventrale 2/8.
- Schuppenformel: mLR 30–33; QR 11; SL 8–10.

## Systematik
Die Art wurde von Herbert R. Axelrod bei der Erstbeschreibung der Sammelgattung Rasbora zugeordnet. Im Jahre 2009 stellten Liao, Kullander & Fang für die Art die Gattung Kottelatia auf. Der Name wurde zur Ehren des Schweizer Ichthyologen Maurice Kottelat vergeben. Das Art-Epitheton brittani ist ein Widmungsname für M. R. Brittan, der 1954 eine Revision der Gattung Rasbora veröffentlichte. Nach Tang et al. (2010) steht die Art allerdings als Schwesterart des Schönflossenbärblings (Rasbora kalochroma) tief innerhalb von Rasbora sensu lato.